# Lymantria grisea
Lymantria grisea este o specie de molii din genul Lymantria, familia Lymantriidae, descrisă de Moore 1879 Conform Catalogue of Life specia Lymantria grisea nu are subspecii cunoscute.